# ملبورن جنوبی (ویکتوریا)
ملبورن جنوبی (به انگلیسی: South Melbourne) یک منطقهٔ مسکونی در استرالیا است که در ویکتوریا (استرالیا) واقع شده‌است.